# Colosio Fellowship
Colosio Fellowship, usualmente traducida como Beca Colosio, es concedida por el International Institute for Applied Systems Analysis (IIASA) para realizar una estancia de investigación en IIASA en Laxenburg, Austria, durante un año. Se otorga una vez al año a un científico mexicano, generalmente post-doctor.
Esta beca se funda en memoria de Luis Donaldo Colosio, excandidato del Partido Revolucionario Institucional (PRI) a la presidencia de la República de México trágicamente asesinado durante un acto de campaña, justo en el momento en que se situaba como favorito indiscutible para ganar las elecciones.
De entre los investigadores que han sido elegidos para ocupar esta Fellowship destacan:
- - 2000 Dra. María Eugenia González (WU-Wien, Austria)
  - 2002 Dr. Sergio O. Saldaña Zorrilla (WU-Wien, Austria)